# علی شمس اردکانی
علی شمس اردکانی زاده تیرماه ۱۳۲۲، دیپلمات سابق و استاد دانشگاه اهل ایران و رییس کمیسیون انرژی اتاق بازرگانی صنایع و معادن ایران است.

## زندگی‌نامه
شمس اردکانی فرزند مرتضی شمس اردکانی از روسای حوزه علمیه اصفهان بود. او تحصیلات ابتدایی خود را در مدرسه جعفری و دوران سیکل را در مدرسه قدسیه و قسمت پایان تحصیلات مقدماتی را در مدرسه ادب شهر اصفهان گذراند. او سپس تحصیلات دانشگاهی خود را دانشگاه تهران در رشته اقتصاد آغاز می‌کند. وی در دوره ی دانشجویی با جمع‌آوری کمک از ‌حسین همدانیان، ثروتمند مشهور اصفهانی در کوی امیرآباد دانشگاه تهران خوابگاهی برای دانشجویان اصفهانی ساخت و همزمان با جذب کمک از محمدتقی رسولیان تاجر یزدی، ساختمانی برای دانشجویان یزدی در کوی دانشگاه تهران (امیرآباد) ساخت. و پس آن به خدمت سربازی می‌رود که این دوره ۱۸ به طول می‌کشد و سپس برای ادامه تحصیل به به دانشگاه اوهایو در آمریکا می‌رود و از آنجا فوق‌لیسانس می‌گیرد و سپس از دانشگاه ایلینوی شیکاگو دکترای اقتصاد انرژی می‌گیرد. او سپس با دخالت فرزند روح‌الله خمینی به سفارت ایران در کویت منصوب می‌شود و برای ۵ سال این سمت را حفظ می‌کند. او پیش از رسیدن به مقام سفارت ایران در پس از انقلاب ۵۷ به مدت یک سال و نیم در مرکز تحقیقات علمی کویت مسئول بخش انرژی بوده‌است و در دانشگاه کویت اقتصاد انرژی درس میداد.